# Phylloscopus xanthoschistos
Phylloscopus xanthoschistos é uma espécie de ave da família Phylloscopidae.
Pode ser encontrada nos seguintes países: Bangladesh, Butão, China, Índia, Myanmar, Nepal e Paquistão.
Os seus habitats naturais são: florestas temperadas.